# Malmö kommun
Malmö kommun, även kallad Malmö stad, är en kommun i Skåne län, i före detta Malmöhus län. Centralort är Malmö. Kommunen ingår i Stormalmö och utgör en egen valkrets vid riksdagsval i Sverige.
Kommunens område är ett av Sveriges mest kulturpåverkade landskap. Under lång tid var kommunen en av Sveriges mest betydande industrikommuner, denna era är dock över. Stora sektorer är istället handel och företagstjänster, men framförallt den offentliga sektorn. 
Efter att kommunen bildades 1971 var  folkmängden sjunkande men trenden  vände i början av 2000-talet och har därefter fortsatt stiga. Kommunen är ett starkt fäste för Socialdemokraterna, vilka också suttit vid makten sedan 1994. Mandatperioden 2022–2026 styr de i koalition med Miljöpartiet och Liberalerna.

## Administrativ historik

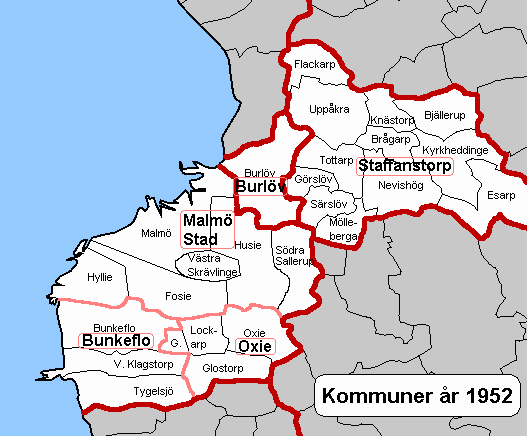
Socknar inom Malmö, Burlöv och Staffanstorps kommuner. Socknars namn är skrivet i minst storlek, något större storlek är kommunerna som fanns mellan 1950- och 1970-talet. Deras forna gränser markeras i rosa.

Kommunens område motsvarar socknarna Bunkeflo, Fosie, Glostorp, Husie, Hyllie, Lockarp, Oxie, Södra Sallerurp, Tygelsjö, Västra Klagstorp och  Västra Skrävlinge. I dessa socknar bildades vid kommunreformen 1862 landskommuner med motsvarande namn. Inom området fanns även Malmö stad som 1863 bildade en stadskommun.   
Limhamns municipalsamhälle inrättades 7 juni 1901 och upplöstes 1906 när Limhamns köping bildades av Hyllie landskommun och en del av Fosie landskommun. Köpingen uppgick 1915 i Malmö stad. Sofielunds municipalsamhälle inrättades 21 februari 1896 i Västra Skrävlinge landskommun vilken 1911 uppgick i Malmö stad. Fosie municipalsamhälle inrättades 30 maj 1919 som upplöstes 1931 när Fosie landskommun uppgick i Malmö stad. 1935 införlivades Husie landskommun i Malmö stad. 
Vid kommunreformen 1952 bildades i området de båda storkommunerna Bunkeflo (av de tidigare kommunerna Bunkeflo, Tygelsjö och Västra Klagstorp) och Oxie (av Glostorp, Lockarp och Oxie) samtidigt som  Södra Sallerups landskommun uppgick i Malmö stad.
1967 uppgick Oxie landskommun i Malmö stad. Malmö kommun bildades vid kommunreformen 1971 av Malmö stad och Bunkeflo landskommun.
Malmö är en av de svenska kommuner som sedan 1980-talet föredrar att benämna sig stad i de fall det ”saknar kommunalrättslig betydelse”. Begreppet Malmö kommun används normalt i svenskt offentligt tryck, till exempel i svensk författningssamling och i namnet på valkretsen som Malmö utgör.
Malmö valde 1862 att stå utanför Malmöhus läns landsting och kommunen gick inte med i landstinget förrän 1998. Detta betydde att Malmö kommun skötte sådana uppgifter som annars hade skötts på landstingsnivå, till exempel sin egen lokaltrafik och sin egen sjukvård.
Kommunen ingår sedan bildandet i Malmö domsaga.
Kommunen ingår sedan 2015 i Förvaltningsområdet för finska. 

## Geografi
Kommunen är belägen i de sydvästra delarna av landskapet Skåne med Öresund i väster. Malmö kommun gränsar i norr till Burlövs kommun och Staffanstorps kommun, i öst till Svedala kommun och i syd till Vellinge kommun, alla i före detta Malmöhus län. Kommunen har havsgräns i norr mot Kävlinge kommun och Lomma kommun. På andra sidan Öresund gränsar Malmö kommun till Dragørs kommun, Tårnby kommun och Köpenhamns kommun i Region Hovedstaden på ön Själland i Danmark som kommunen förbinds med av Öresundsbron.

### Topografi och hydrografi
Kommunens område är ett av Sveriges mest kulturpåverkade landskap. Det finns inte mycket kvar av de ursprungliga strandängarna söder om staden. Dessa har formats av att de använts som betesmark under århundraden. Kusten har markant förändrats sedan början av 1900-talet i och med utfyllnaden från kalkbrottet i Klagshamn. Idag är denna en halvö med rik flora och fauna. Stranden mellan avfallsberget Lernackens vita skrotstenar och sopberget Spillepengen i norr är helt urban, med undantag för mindre områden som används för rekreation, bad och båtsport samt strövområden. Vid Oxie finns ett mer kuperat backlandskap där sorterade sediment utgör kullar vilka till vis del är täckta med uppodlade leror och bördig morän.

### Naturskydd
År 2022 fanns tre naturreservat i Malmö kommun – Bunkeflo strandängar, Foteviksområdet och Limhamns kalkbrott.
Kommunens första naturreservat, Bunkeflo strandängar, bildades 2006 och är ett reservat som förvaltas av kommunen. Detta inkluderar  300 olika växter varav några unika och sällsynta arter så som dansk iris, strandrödtoppa och strandmalört. Nästa reservat, Limhamns kalkbrott, bildades 2010 och även detta område förvaltas av Malmö kommun. För tillträde till området, som är hem för 2000 olika arter, krävs guide.
Foteviksområdet bildades 2011 och är även klassat som Natura 2000-område. Området är den viktigaste svenska platsen för  den mycket ovanliga sydliga kärrsnäppan. Därtill hittas de sällsynta groddjuren grönfläckig padda och strandpadda. Den sällsynta nattfjärilen vitt stråfly kan hittas i områden med vass.

### Administrativ indelning
Fram till 2016 var kommunen för befolkningsrapportering indelad i sex församlingar inom Svenska kyrkan – Fosie, Husie, Hyllie, Limhamn, Malmö S:t Johannes och Malmö S:t Petri.

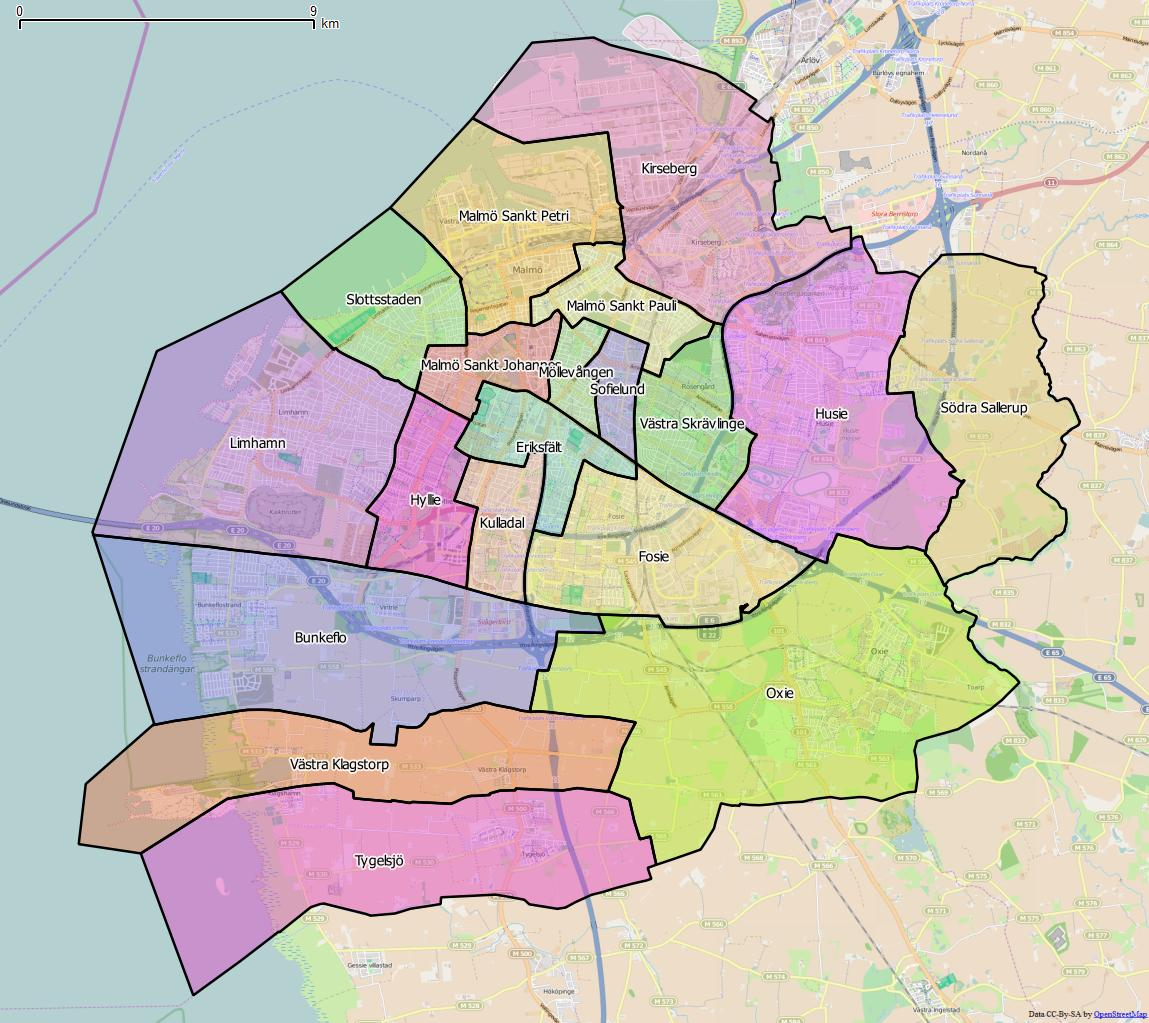
Distrikt inom Malmö kommun

Från 2016 indelas kommunen istället i 19 distrikt:
| Bunkeflo  | Limhamn              | Slottsstaden      |
| Eriksfält | Malmö Sankt Johannes | Sofielund         |
| Fosie     | Malmö Sankt Pauli    | Södra Sallerup    |
| Husie     | Malmö Sankt Petri    | Tygelsjö          |
| Hyllie    | Möllevången          | Västra Klagstorp  |
| Kirseberg | Oxie                 | Västra Skrävlinge |
| Kulladal  |                      |                   |

### Tätorter
Malmö kommun är en tätbefolkad kommun vars yta till största delen består av tätorten Malmö. I kommunens sydliga och östliga delar ligger dess övriga tät- och småorter.
Det finns sex tätorter i Malmö kommun.
I tabellen presenteras tätorter i storleksordning per den 31 december 2015. Centralorten är i fet stil.
| Nr | Tät-/småort     | Befolkning |
| -- | --------------- | ---------- |
| 1  | Malmö (del av)* | 291 040    |
| 2  | Bunkeflostrand  | 13 048     |
| 3  | Oxie            | 12 665     |
| 4  | Tygelsjö        | 3 420      |
| 5  | Vintrie         | 777        |
| 6  | Skumparp        | 225        |

* En mindre del av Malmö tätort ligger i Burlövs kommun.

## Styre och politik

### Styre
Malmö kommun har traditionellt styrts av socialdemokraterna sedan den allmänna rösträttens införande 1919, med undantag för två mandatperioder 1985–1988 och 1991–1994 då borgerliga koalitioner styrde. 
| 1971–1985 | S |    |     |   |
| 1985–1988 | M | FP | SKÅ | C |
| 1988–1991 | S |    |     |   |
| 1991–1994 | M | FP | SKÅ |   |
| 1994–1998 | S |    |     |   |
| 1998–2010 | S | V  | MP  |   |
| 2010–2015 | S | MP | V   |   |
| 2015–2018 | S | MP |     |   |
| 2018–2022 | S | L  |     |   |
| 2022–     | S | MP | L   |   |

### Kommunalråd

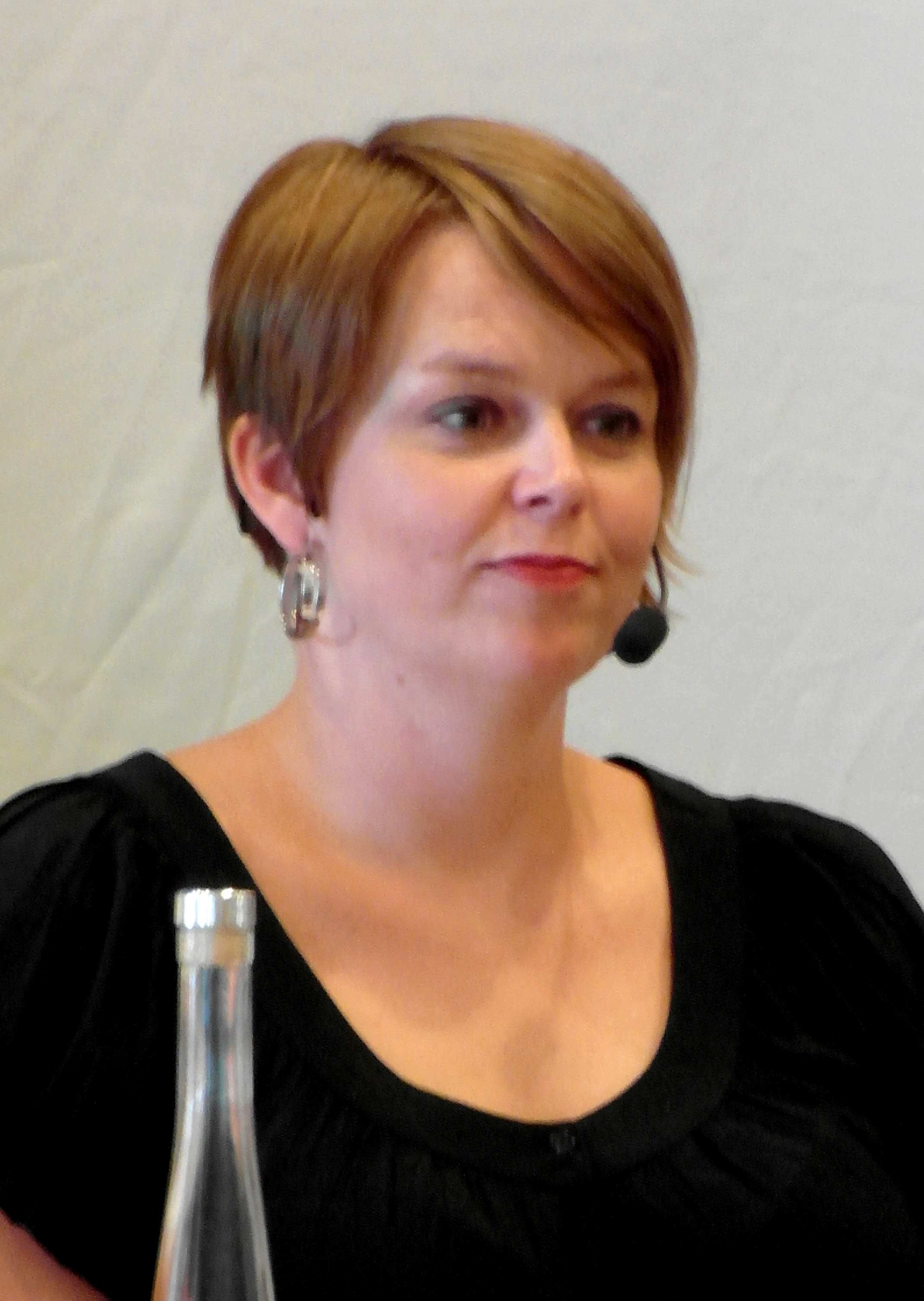
Katrin Stjernfeldt Jammeh, Finanskommunalråd.

från oktober 2022
| Ansvarsområde                              | Namn                          | Namn                          |
| ------------------------------------------ | ----------------------------- | ----------------------------- |
| Finans                                     |                               | Katrin Stjernfeldt Jammeh (S) |
| Arbetsmarknad och socialtjänst             |                               | Sedat Arif (S)                |
| Skola och utbildning                       |                               | Sara Wettergren (L)           |
| Äldreomsorg och strategisk personalpolitik |                               | Anders Rubin (S)              |
| Funktionsstöd, LSS                         |                               | Roko Kursar (L)               |
| Teknik                                     |                               | Andreas Schönström (S)        |
| Stadsbyggnad                               |                               | Stefana Hoti (MP)             |
| Miljö och service                          |                               | Sofia Hedén (S)               |
| Kultur och fritid                          |                               | Janne Grönholm (MP)           |
| Demokrati och mänskliga rättigheter        |                               | Amani Loubani (S)             |
| Kommunalråd utan beredningsansvar          |                               | Helena Nanne (M)              |
| Kommunalråd utan beredningsansvar          | Magnus Olsson (SD)            |                               |
| Kommunalråd utan beredningsansvar          | Emma-Lina Johansson (V) (50%) |                               |
| Kommunalråd utan beredningsansvar          | Anfal Mahdi (V) (50%)         |                               |
| Källa:                                     |                               |                               |

### Kommunfullmäktige

#### Mandatfördelning i Malmö kommun, valen 1970–2022
| 33 | 7 | 11 | 10 |

| 51 | 10 |

|  | 31 | 11 | 5 | 12 |

| 49 | 12 |

|  | 30 | 8 | 7 | 14 |

| 47 | 14 |

| 3 | 30 | 5 | 6 | 17 |

| 43 | 18 |

| 3 | 32 | 3 | 3 | 20 |

| 39 | 22 |

|  | 27 | 5 |  | 7 | 18 |

| 42 | 19 |

|  | 30 | 3 | 3 | 5 | 18 |

| 40 | 21 |

|  | 26 |  |  | 5 | 24 |

| 38 | 23 |

|  | 32 |  | 3 |  | 3 | 18 |

| 36 | 25 |

| 5 | 27 |  |  |  |  | 3 | 18 |

| 33 | 28 |

| 5 | 26 |  | 3 |  |  | 7 |  | 12 |

| 33 | 28 |

| 4 | 24 | 4 |  | 5 | 5 |  | 16 |

| 36 | 25 |

| 4 | 22 | 5 |  | 7 | 4 | 17 |

| 35 | 26 |

| 6 | 21 | 6 |  | 9 | 3 | 14 |

| 33 | 28 |

| 7 | 20 | 3 | 11 | 3 | 4 | 13 |

| 36 | 25 |

| 9 | 20 | 4 | 10 |  | 3 | 13 |

| 32 | 29 |

För valresultat äldre än 1970, se Malmö stad (stadskommun).

### Nämnder

#### Kommunstyrelse
| Presidium 2022-2026    | Presidium 2022-2026 | Presidium 2022-2026       |
| ---------------------- | ------------------- | ------------------------- |
| Ordförande             | S                   | Katrin Stjernfeldt Jammeh |
| Förste vice ordförande | MP                  | Stefana Hoti              |
| Andre vice ordförande  | M                   | Helena Nanne              |

Kommunstyrelsen i Malmö kommun utgörs av 13 ordinarie ledamöter.

#### Lista över kommunstyrelsens ordförande
Kommunstyrelsens ordförande benämns även finanskommunalråd. Sedan 2013 är socialdemokraten Katrin Stjernfeldt Jammeh kommunstyrelsens ordförande.
- Arne Lundberg, Socialdemokraterna, 1971–1973
- Tore Lundström, Socialdemokraterna, 1973–1981
- Nils Yngvesson, Socialdemokraterna, 1981–1985[19]
- Joakim Ollén, Moderaterna, 1986–1988[20]
- Nils Yngvesson, Socialdemokraterna, 1989–1990[19]
- Lars Engqvist, Socialdemokraterna, 1990–1992[21]
- Joakim Ollén, Moderaterna, 1991–1994
- Ilmar Reepalu, Socialdemokraterna, 1994–1 juli 2013[22]
- Katrin Stjernfeldt Jammeh, Socialdemokraterna, 1 juli 2013–[22][23]

Denna lista hämtas från Wikidata. Informationen kan ändras där.

#### Övriga nämnder

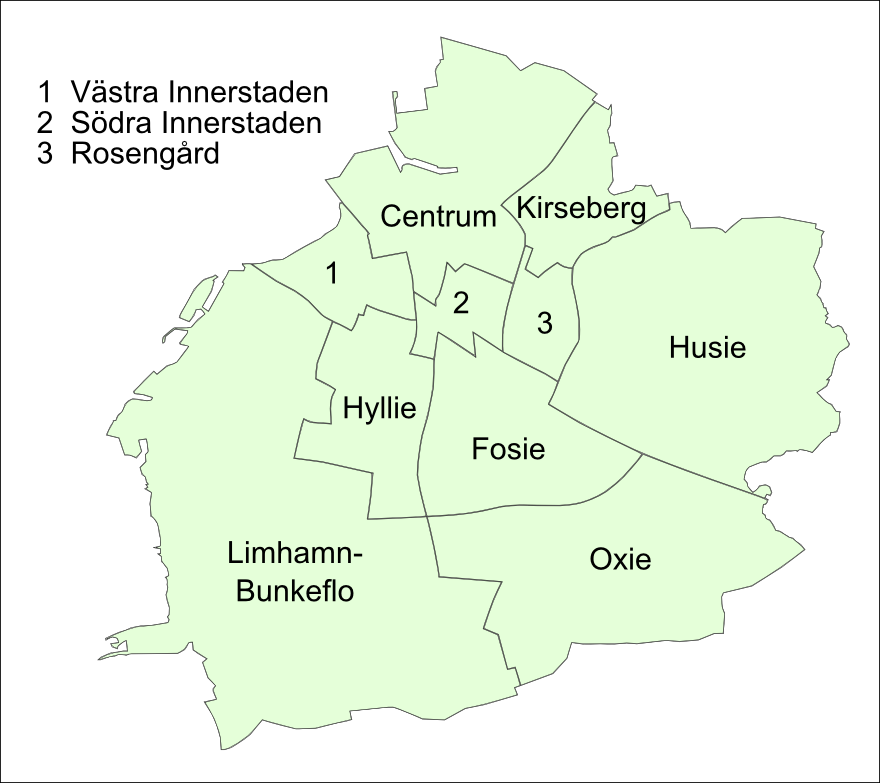
Stadsdelsindelningen som den såg ut 2009

Den 1 januari 1996 införde Malmö en kommundelsnämnd-organisation där kommunen delades in i tio stadsdelar. Varje stadsdel fick en styrande nämnd, kallad stadsdelsfullmäktige och varsin verkställande stadsdelsförvaltning. Tanken hos Socialdemokraterna var framför allt att medborgarinflytandet skulle öka. Stadsdelsindelningen attackerades ständigt från den borgerliga oppositionen av både kostnads- och effektivitetsskäl.
Vid halvårsskiftet 2008 centraliserades en del av det sociala ansvaret på en central nämnd, Sociala resursnämnden.

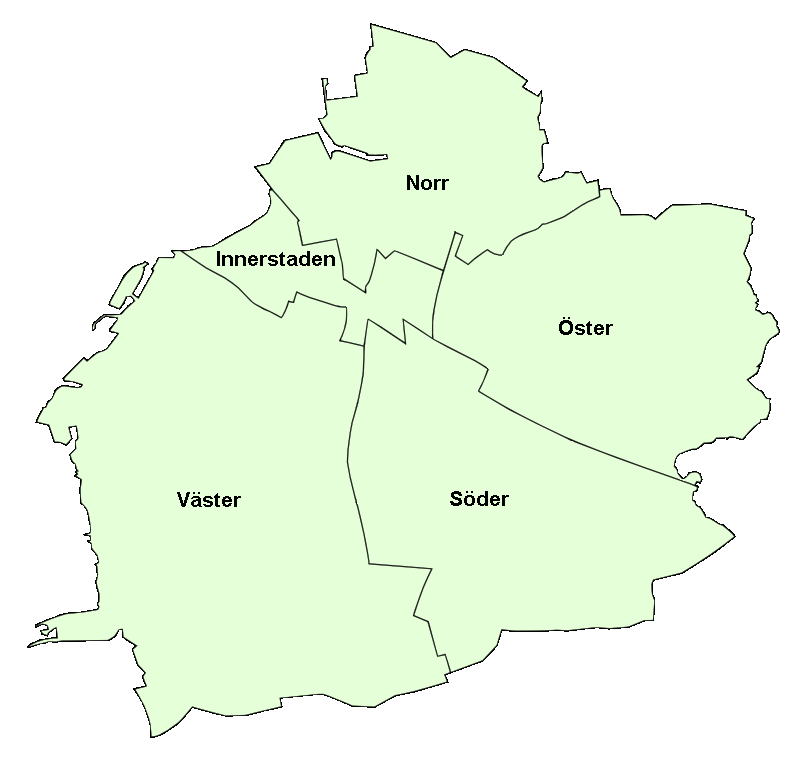
Stadsområdesindelningen 2013

1 juli 2013 slogs de 10 stadsdelarna samman till 5 stadsområden. LSS-verksamheten (Lagen om stöd och service till vissa funktionshindrade) flyttades från de tidigare stadsdelarna till den redan tidigare bildade Sociala resursnämnden med tillhörande förvaltning, Sociala resursförvaltningen. Två kommunövergripande förvaltningar för förskola, Förskoleförvaltningen, och grundskola, Grundskoleförvaltningen, bildades och tog över respektive verksamhet från stadsdelarna.
Vidare ombildades Utbildningsförvaltningen till Gymnasie- och vuxenutbildningsförvaltningen.
Kirseberg och Centrum slogs samman till stadsområde Norr, Södra Innerstaden och Västra Innerstaden slogs samman till stadsområde Innerstaden, Limhamn-Bunkeflo och Hyllie slogs samman till stadsområde Väster, Fosie och Oxie slogs samman till stadsområde Söder och Rosengård och Husie slogs samman till stadsområde Öster.
1 maj 2017 lades stadsområdesförvaltningarna och Sociala resursnämnden ned och den verksamhet de ansvarat för fördes över till tre nya nämnder – hälsa-, vård- och omsorgsnämnden, funktionsstödsnämnden och arbetsmarknads- och socialnämnden – samt till kulturnämnden och fritidsnämnden. Malmö återgick därmed till en ren facknämndsindelning utan geografisk indelning av den politiska ledningen.
Nedan presenteras presidiet för nämnderna mandatperioden 2022–2026:
| Nämnder                               | Ordförande | Ordförande         | Vice ordförande | Vice ordförande            | Andre vice ordförande | Andre vice ordförande |
| ------------------------------------- | ---------- | ------------------ | --------------- | -------------------------- | --------------------- | --------------------- |
| Arbetsmarknads- och socialnämnden     | S          | Sedat Arif         | MP              | Erik Hammarström           | M                     | Farishta Sulaiman     |
| Fritidsnämnden                        | S          | Sanna Axelsson     | MP              | Bassem Nasr                | M                     | Darko Simic           |
| Funktionsstödsnämnden                 | L          | Roko Kursar        | S               | Bengt Persson              | M                     | Josefin Anselmsson    |
| Förskolenämnden                       | MP         | Mohamed Yassin     | S               | Zinaida Kajevic            | M                     | Linda Obiedzinski     |
| Grundskolenämnden                     | L          | Sara Wettergren    | S               | Mubarik Mohamed Abdirahman | M                     | John Eklöf            |
| Gymnasie- och vuxenutbildningsnämnden | S          | Juan-Tadeo Espitia | L               | Narcis Spahovic            | M                     | John Roslund          |
| Hälsa- vård- och omsorgsnämnden       | S          | Anders Rubin       | L               | Joel Laguna Ascacivar      | M                     | Albin Schyllert       |
| Kulturnämnden                         | MP         | Janne Grönholm     | S               | Hanna Sandberg             | C                     | Anton Sauer           |
| Miljönämnden                          | S          | Sofia Hedén        | L               | Eva Christina Bertz        | M                     | Helena Grahn          |
| Servicenämnden                        | S          | Frida Trollmyr     | MP              | Anna Ljunggren             | M                     | Haqvin Svensson       |
| Stadsbyggnadsnämnden                  | MP         | Stefana Hoti       | S               | Arwin Sohrabi Nejad        | M                     | Tony Rahm             |
| Tekniska nämnden                      | S          | Andréas Schönström | MP              | Isabel Enström             | M                     | Håkan Fäldt           |
| Valnämnden                            | S          | Amani Loubani      | MP              | Vanessa Sevedag            | M                     | Mats Svanberg         |
| Överförmyndarnämnden                  | S          | Pethra Ängquist    | L               | Ulla Herbert               | M                     | Petra Lundgren        |

### Valresultat 2022
Partiers starkaste valdistrikt, kommunfullmäktigevalet 2022: 
| Parti                            | Valdistrikt                 | Valdistrikt | Kommun  |
| Parti                            | Starkaste                   | Andel       | Andel   |
| -------------------------------- | --------------------------- | ----------- | ------- |
| S                                | Nydala NO                   | 50,42 %     | 30,70 % |
| M                                | Bellevue-Nya Bellevue       | 50,45 %     | 19,41 % |
| SD                               | Almgården                   | 37,27 %     | 14,94 % |
| V                                | Möllevångstorget S          | 50,87 %     | 13,62 % |
| MP                               | V Sorgenfri-Mariagatan      | 15,38 %     | 5,48 %  |
| L                                | Västervång-Fridhem          | 12,42 %     | 4,86 %  |
| C                                | Rörsjöstaden-Föreningsgatan | 8,29 %      | 3,78 %  |
| PNy                              | Rosengård centrum           | 30,72 %     | 2,88 %  |
| KD                               | Fridhem                     | 5,37 %      | 2,19 %  |
| ML                               | Bellevuegården Ö            | 3,3 %       | 0,82 %  |
| MED                              | Gamla staden-Caroli         | 1,34 %      | 0,34 %  |
| FI                               | Kirsebergsstaden-Rostorp    | 1,0 %       | 0,24 %  |
| AfS                              | Segevång V                  | 0,9 %       | 0,18 %  |
| PP                               | Östervärn-Fredsgatan        | 0,91 %      | 0,17 %  |
| SKÅ                              | Lindängen Centrum           | 1,08 %      | 0,17 %  |
| SKP                              | Lindängen-Vårsången         | 0,51 %      | 0,08 %  |
| TP                               | V Söderkulla Centrum        | 0,36 %      | 0,04 %  |
| Data hämtat från Valmyndigheten. |                             |             |         |

### Vänorter

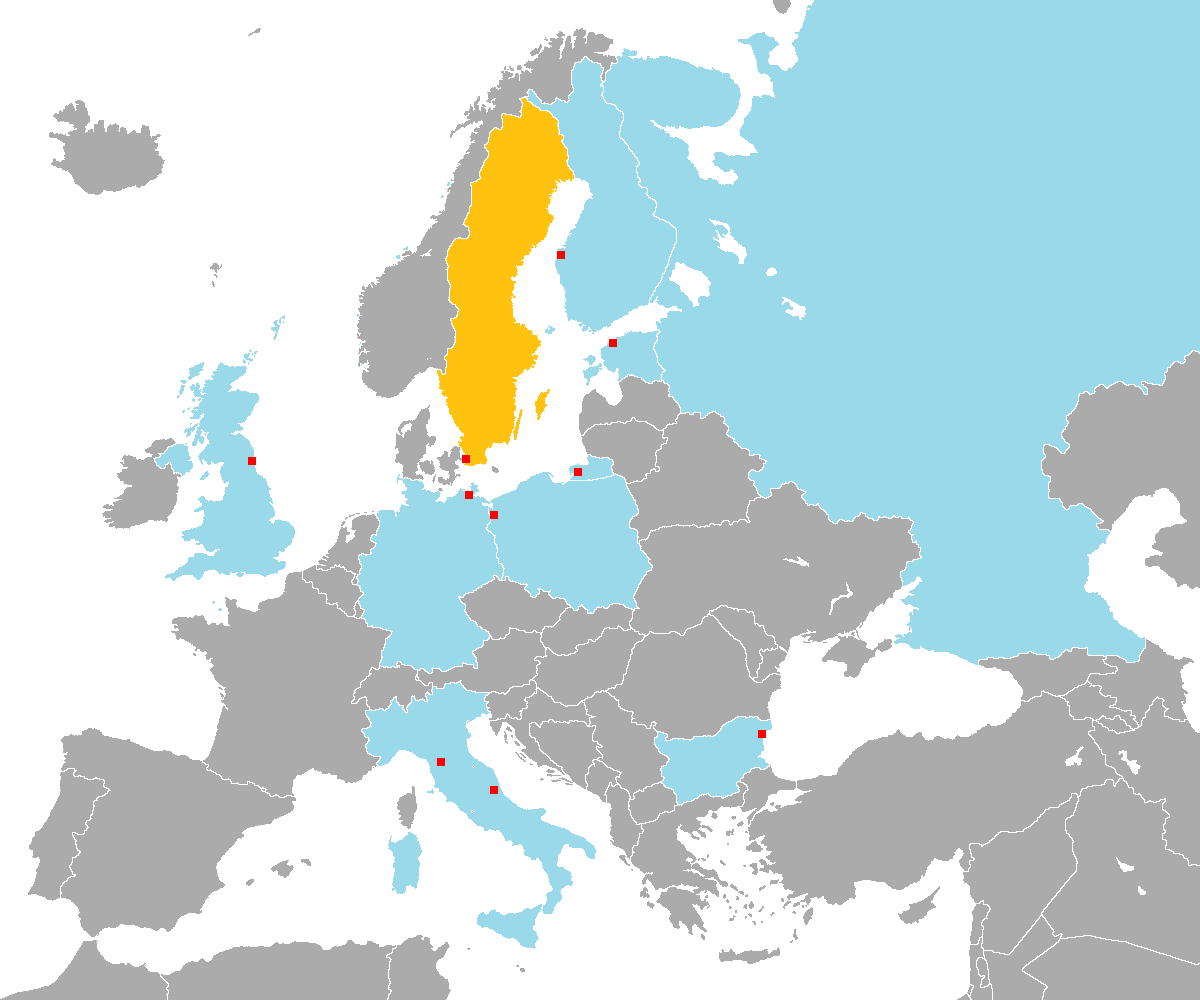
Malmös europeiska vänorter 2010.

År 2022 hade kommunen 10 vänorter. Det första vänortsamarbetet inleddes 1940, och då med Vasa i Finland. Därefter dröjde det till 1987 innan nya vänortsavtal tecknades, då med Varna i Bulgarien och Tangshan i Kina. Året därpå tillkom Port Adelaide i Australien. I samband med Berlinmurens fall 1989 och åren därpå tillkom Tallinn i Estland och Florens i Italien 1989, Szczecin i Polen 1990 och Stralsund i Tyskland 1991.
År 1994 ingicks ett vänortssamarbete med  Kaliningrad i Ryssland. I mars 2022 beslutade dock Malmös kommunfullmäktige att bryta vänortsavtalet med Kaliningrad, på grund av Rysslands invasion av Ukraina.
Givet den ökande internationaliseringen och kontakterna inom EU har lett till att "dagens vänortsutbyte handlar alltmer om att etablera partnerskap kring konkreta samarbetsprojekt, där den direkta nyttan för olika verksamheter i de samarbetande städerna är påtaglig". Särskilda samarbetsavtal ingicks med Provinsen Chieti i Italien 2001 och Newcastle i Storbritannien 2003.

## Ekonomi och infrastruktur

### Näringsliv
Under lång tid var kommunen en av Sveriges mest betydande industrikommuner. Omfattande strukturförändringar inom framförallt varvsindustrin och annan verkstadsindustri samt inom teko- och läderindustri har gjort att industrins betydelse minskat. År 2014 svarade tillverkningsindustrin för cirka sju procent av arbetstillfällena, vilket var lägre än genomsnittet för riket där motsvarande siffra var 12  procent. Ungefär 15 procent var sysselsatta inom företagstjänster och ytterligare 15 procent inom handel. Bland större företag inom verkstadsindustrin hittas  Rexam Beverage Can Fosie AB, Scan Coin AB och Wayne Fueling Systems Sweden AB.
I kommunen finns en rik jordbruksbygd och en lång tradition av livsmedelsindustri. Bland företag i den branschen hittas Skånemejerier AB, Pågen AB och Nord Mills AB. Därtill har Skånska Lantmännen sitt säte i staden. Kunskapsintensiva företag har vuxit under 2000-talet, så som inom bio- och medicinteknik, miljöteknik, IT och digitala medier. Energibolaget E.ON Sverige AB, som producerar och distribuerar el, har också sitt säte i kommunen. Inom handel hittas exempelvis en av kommunens största arbetsgivare, Coop Sverige AB och 2012 öppnades ett av Nordens största shoppingcentrum, Emporia. Grafisk industri och förlagsindustri är också två viktiga inslag i näringslivet. Utifrån sysselsättningssynpunkt är den offentliga sektorn, med arbetsgivare som kommunen själv, Skånes universitetssjukhus och Malmö universitet, den viktigaste  näringsgrenen.

### Infrastruktur

#### Transporter
Malmös roll som transportcentrum ökat i betydelse som en följd av den fasta förbindelsen över Öresund. Genom kommunen går Europavägarna E20, E22 och E65. Malmö centralstation är en av Sveriges största järnvägsstationer och är utgångspunkt för linjerna Malmö–Stockholm (Södra stambanan), Malmö–Göteborg (Västkustbanan) och Malmö–Köpenhamn. Malmö Airport, ligger i Svedala kommun. Därtill är kommunen en viktig sjöfartsstad med godsförbindelse med Travemünde i Tyskland och Zeebrygge i Belgien.

## Befolkning

### Demografi

#### Befolkningsutveckling
Kommunen har 366 202 invånare (31 mars 2025), vilket placerar den på 3:e plats avseende folkmängd bland Sveriges kommuner.
| Befolkningsutvecklingen i Malmö kommun 1800–2020 | Befolkningsutvecklingen i Malmö kommun 1800–2020 | Befolkningsutvecklingen i Malmö kommun 1800–2020 | Befolkningsutvecklingen i Malmö kommun 1800–2020 | Befolkningsutvecklingen i Malmö kommun 1800–2020 |
| --- | ------------------------------------------------ | ------------------------------------------------ | ------------------------------------------------ | ------------------------------------------------ |
| |                                                  |                                                  |                                                  |                                                  |
| År |                                                  |                                                  | Folkmängd                                        |                                                  |
| 1800 | 1800                                             |                                                  | 3 962                                            |                                                  |
| 1810 | 1810                                             |                                                  | 5 796                                            |                                                  |
| 1820 | 1820                                             |                                                  | 6 723                                            |                                                  |
| 1830 | 1830                                             |                                                  | 8 665                                            |                                                  |
| 1840 | 1840                                             |                                                  | 10 203                                           |                                                  |
| 1850 | 1850                                             |                                                  | 13 087                                           |                                                  |
| 1860 | 1860                                             |                                                  | 18 919                                           |                                                  |
| 1870 | 1870                                             |                                                  | 25 593                                           |                                                  |
| 1880 | 1880                                             |                                                  | 38 054                                           |                                                  |
| 1890 | 1890                                             |                                                  | 48 504                                           |                                                  |
| 1900 | 1900                                             |                                                  | 60 857                                           |                                                  |
| 1910 | 1910                                             |                                                  | 83 373                                           |                                                  |
| 1920 | 1920                                             |                                                  | 113 553                                          |                                                  |
| 1930 | 1930                                             |                                                  | 120 207                                          |                                                  |
| 1940 | 1940                                             |                                                  | 155 506                                          |                                                  |
| 1950 | 1950                                             |                                                  | 191 785                                          |                                                  |
| 1960 | 1960                                             |                                                  | 234 453                                          |                                                  |
| 1970 | 1970                                             |                                                  | 259 535                                          |                                                  |
| 1980 | 1980                                             |                                                  | 233 803                                          |                                                  |
| 1990 | 1990                                             |                                                  | 233 887                                          |                                                  |
| 2000 | 2000                                             |                                                  | 259 579                                          |                                                  |
| 2010 | 2010                                             |                                                  | 298 963                                          |                                                  |
| 2020 | 2020                                             |                                                  | 347 949                                          |                                                  |
| Anm: Informationen gäller för dagens kommungränser. Äldre informationen är ihopsamlad från tidigare kommuner eller från socknarna som idag ingår i kommunen. |                                                  |                                                  |                                                  |                                                  |

#### Utländsk bakgrund
Den 31 december 2019 utgjorde folkmängden i Malmös kommun 344 166 personer. Av dessa hade lite mer än 160 726 personer (46,7 %) utländsk bakgrund (utrikes födda personer samt inrikes födda med två utrikes födda föräldrar).
| Historisk utveckling av personer med utländsk bakgrund i Malmö | Historisk utveckling av personer med utländsk bakgrund i Malmö | Historisk utveckling av personer med utländsk bakgrund i Malmö | Historisk utveckling av personer med utländsk bakgrund i Malmö |
| -------------------------------------------------------------- | -------------------------------------------------------------- | -------------------------------------------------------------- | -------------------------------------------------------------- |
| Årtal                                                          | Antal personer med utländsk bakgrund                           | Totala antalet personer i Malmö                                | Andel av totala befolkningen                                   |
| 2002                                                           | 84 840                                                         | 265 265                                                        | 32,0 %                                                         |
| 2003                                                           | 87 300                                                         | 267 171                                                        | 32,7 %                                                         |
| 2004                                                           | 90 416                                                         | 269 142                                                        | 33,6 %                                                         |
| 2005                                                           | 93 520                                                         | 271 271                                                        | 34,5 %                                                         |
| 2006                                                           | 99 236                                                         | 276 244                                                        | 35,9 %                                                         |
| 2007                                                           | 104 633                                                        | 280 801                                                        | 37,3 %                                                         |
| 2008                                                           | 109 884                                                        | 286 535                                                        | 38,3 %                                                         |
| 2009                                                           | 115 830                                                        | 293 909                                                        | 39,4 %                                                         |
| 2010                                                           | 120 117                                                        | 298 963                                                        | 40,2 %                                                         |
| 2011                                                           | 123 531                                                        | 302 835                                                        | 40,8 %                                                         |
| 2012                                                           | 127 613                                                        | 307 758                                                        | 41,5 %                                                         |
| 2013                                                           | 131 590                                                        | 312 994                                                        | 42,0 %                                                         |
| 2014                                                           | 135 509                                                        | 318 107                                                        | 42,6 %                                                         |
| 2015                                                           | 139 240                                                        | 322 574                                                        | 43,2 %                                                         |
| 2016                                                           | 144 718                                                        | 328 494                                                        | 44,1 %                                                         |
| 2017                                                           | 150 303                                                        | 333 633                                                        | 45,1 %                                                         |
| 2018                                                           | 155 913                                                        | 339 313                                                        | 45,9 %                                                         |
| 2019                                                           | 160 711                                                        | 344 166                                                        | 46,7 %                                                         |
| 2020                                                           | 164 257                                                        | 347 949                                                        | 47,2 %                                                         |
| 2021                                                           | 168 234                                                        | 351 749                                                        | 47,8 %                                                         |

#### Invånare efter de vanligaste födelseländerna
Den 31 december 2018 utgjorde folkmängden i Malmö kommun 339 313 personer. Av dessa var 114 772 personer (33,82 %) födda i ett annat land än Sverige.
| Historisk utveckling av utrikes födda personer i Malmö | Historisk utveckling av utrikes födda personer i Malmö | Historisk utveckling av utrikes födda personer i Malmö | Historisk utveckling av utrikes födda personer i Malmö |
| ------------------------------------------------------ | ------------------------------------------------------ | ------------------------------------------------------ | ------------------------------------------------------ |
| Årtal                                                  | Antal utrikes födda personer                           | Totala antalet personer i Malmö                        | Andel av totala befolkningen                           |
| 2002                                                   | 64 476                                                 | 265 265                                                | 24,3 %                                                 |
| 2003                                                   | 66 198                                                 | 267 171                                                | 24,8 %                                                 |
| 2004                                                   | 68 406                                                 | 269 142                                                | 25,4 %                                                 |
| 2005                                                   | 70 590                                                 | 271 271                                                | 26,0 %                                                 |
| 2006                                                   | 75 156                                                 | 276 244                                                | 27,2 %                                                 |
| 2007                                                   | 79 389                                                 | 280 801                                                | 28,3 %                                                 |
| 2008                                                   | 83 209                                                 | 286 535                                                | 29,0 %                                                 |
| 2009                                                   | 87 554                                                 | 293 909                                                | 29,8 %                                                 |
| 2010                                                   | 90 349                                                 | 298 963                                                | 30,2 %                                                 |
| 2011                                                   | 92 228                                                 | 302 835                                                | 30,5 %                                                 |
| 2012                                                   | 94 743                                                 | 307 758                                                | 30,8 %                                                 |
| 2013                                                   | 97 320                                                 | 312 994                                                | 31,1 %                                                 |
| 2014                                                   | 99 788                                                 | 318 107                                                | 31,4 %                                                 |
| 2015                                                   | 102 047                                                | 322 574                                                | 31,6 %                                                 |
| 2016                                                   | 106 222                                                | 328 494                                                | 32,3 %                                                 |
| 2017                                                   | 110 464                                                | 333 633                                                | 33,1 %                                                 |
| 2018                                                   | 114 772                                                | 339 313                                                | 33,8 %                                                 |

Följande länder är de 10 vanligaste födelseländerna för befolkningen i Malmö kommun.
| Födelseland 31 december 2021 | Födelseland 31 december 2021     | Födelseland 31 december 2021 | Födelseland 31 december 2021 | Födelseland 31 december 2021 |
| ---------------------------- | -------------------------------- | ---------------------------- | ---------------------------- | ---------------------------- |
| Nr                           | Land                             | Antal                        | Andel                        | Andel i hela riket           |
| 1                            | Sverige                          | 228 459                      | 64,95 %                      | 80,00 %                      |
| 2                            | Irak                             | 11 675                       | 3,32 %                       | 1,40 %                       |
| 3                            | Syrien                           | 8 669                        | 2,46 %                       | 1,88 %                       |
| 4                            | Danmark                          | 7 485                        | 2,13 %                       | 0,37 %                       |
| 5                            | / SFR Jugoslavien/FR Jugoslavien | 7 257                        | 2,06 %                       | 0,60 %                       |
| 6                            | Polen                            | 6 619                        | 1,88 %                       | 0,91 %                       |
| 7                            | Bosnien och Hercegovina          | 6 374                        | 1,81 %                       | 0,58 %                       |
| 8                            | Afghanistan                      | 4 865                        | 1,38 %                       | 0,60 %                       |
| 9                            | Libanon                          | 4 509                        | 1,28 %                       | 0,28 %                       |
| 10                           | Iran                             | 4 236                        | 1,20 %                       | 0,80 %                       |

### Sociala förhållanden
De sociala förhållandena i kommunen har varierat över tid och präglats av att kommunens näringsliv under efterkrigstiden haft stort inslag av traditionell tillverkningsindustri, vilken drabbades hårt av industrinedläggningen under 1970- och 1980-talen. Den stora inflyttningen av utlandsfödda under 1990- och 2000-talen har starkt påverkat de sociala förhållanden som rått de senaste årtiondena. 
I Malmö har tre områden som klassas som särskilt utsatta bostadsområden och ett som riskområde, dessa var klassade så 2017 och 2019. År 2015 klassades två av dem som Särskilt utsatta och ett som utsatt och 2008 var tre av dem klassade som utanförskapsområde.

## Kultur

### Kulturarv
Det finns inga lämningar ovan mark från de första 5000-6000 åren av mänsklig bosättning. År 1960 påträffades dock en liten boplatslämning vid Segebro, daterad till cirka 9000 år f.Kr. Denna är från tiden före skogens invandring till området. Från omkring 7000 f.Kr. finns desto fler lämningar. Vid exempelvis Segeåområdet har boplatser hittats. Från tidig yngre stenålder har flera boplatser i anslutning till de forntida strandvallarna. Den mest kända är Soldattorpet vid Limhamn. Från Malmöområdet finns talrika fynd från samma period, den period då den första odlingsfasen tillkom. Exempel från denna period är Oxieboplatsen och ännu synliga megalitgravar, såsom Sjötorpsdösen söder om Klagshamn. Det finns inga synliga fasta fornlämningar från äldre järnålder och från yngre järnålderns första hälft (cirka 400-800 e.Kr.) är endast ett fåtal lämningar kända. Däremot finns ett stort antal lämningar från vikingatiden (800-1050 e.Kr.), ett exempel är Folierunstenen.
År 2022 fanns 20 byggnadsminnen i Malmö kommun. Bland dessa hittas exempelvis Gamla Riksbanken, Sjöbergska palatset och Kompanihuset.

### Kommunsymboler

#### Kommunvapen
Blasonering: I silverfält ett rött, med gyllene krona krönt griphuvud. På hjälmen samma bild samt i kronan ett knippe strutsfjädrar av silver.
Vapnet gavs av unionskonungen Erik av Pommern till Malmö stad i privilegiebrevet från 1437. Det är sannolikt landets äldsta, av en regent förlänade vapen. Ovanligt är också att det är försett med hjälm och hjälmprydnad. Gripen härstammar från Eriks hemtrakter i Pommern och har även funnit vägen till Skånes landskapsvapen från 1660.

#### Kommunfågel

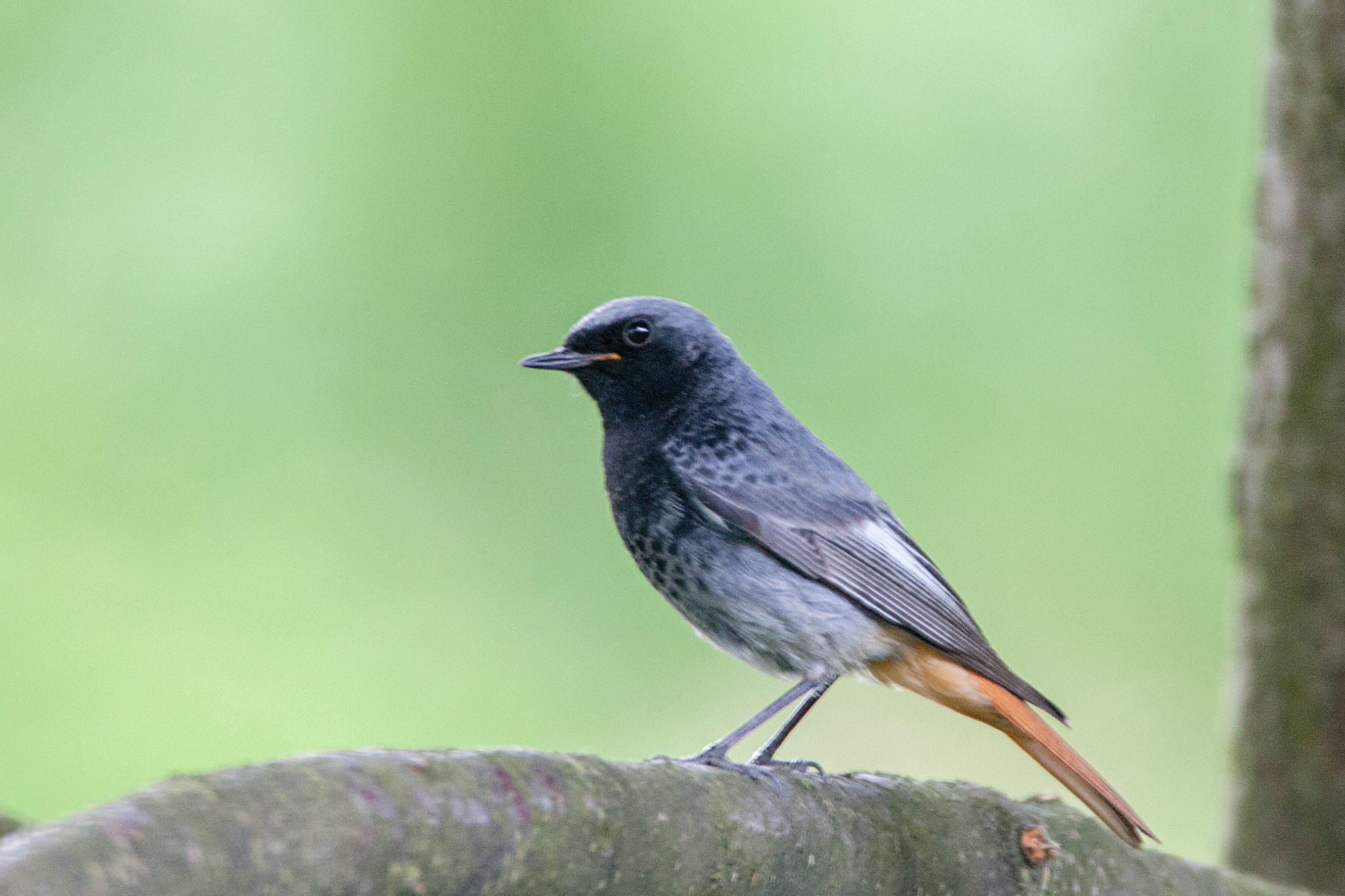
Svart rödstjärt är Malmös kommunfågel.